# 徐宏
徐宏（1963年11月—2021年3月7日），男，湖北浠水人，中华人民共和国外交官、国际法学专家。

## 生平
1985年7月毕业于武汉大学法律系，获法学学士学位。1994年6月在武汉大学国际法研究所获国际私法博士学位。
1985年7月进入中华人民共和国外交部工作，先后在外交部条约法律司、中英联合联络小组中方代表处任职。2000年，挂职四川省绵阳市市长助理。2001年，任驻泰国大使馆参赞。2004年，任外交部条约法律司参赞，后升任副司长。2012年4月，出任中华人民共和国驻巴巴多斯大使。2013年，任外交部条约法律司司长，多次参加中外司法协助条约及有关多边国际公约的谈判及相关国际会议。2019年5月，出任中华人民共和国驻荷兰大使兼常驻禁止化学武器组织代表。2020年7月，自驻荷兰大使离任。
2021年3月7日19时18分在北京逝世。

## 家庭
已婚，有一女。